# Сборник за народни умотворения, наука и книжнина
„Сборник за народни умотворения, наука и книжнина“ (СбНУНК) е българско периодично научно издание.
Излиза без спазване на строго определена периодичност, смятано за едно от най-авторитетните български издания.
Първият брой излиза в София през 1889 г. До кн. 18 (1902 г.) се издава от Министерството на народното просвещение, през 1903 г. (кн. 19) се слива със „Сборник на Българското книжовно дружество в София“ и става издание на Българското книжовно дружество, а от кн. 27 (1913 г.) — на БАН, като заглавието се променя на Сборник за народни умотворения и народопис (СбНУН, по-популярно е като Сборник за народни умотворения — СбНУ). До 2002 г. са издадени 62 тома.
Основател и главен редактор до 1902 г. е професор Иван Шишманов, като освен него редактори са и Атанас Илиев (до 1893 г.) и Димитър Матов (до 1896 г.). След 1902 г. изданието се редактира от комитет.
Замислен като етнографско издание, първоначално сборникът е с енциклопедичен характер. До кн. 16 - 17 (1900 г.) в него са обособени три дяла — научен, книжовен и народни умотворения (вярвания, обичаи, приказки, песни, баяния и т.н., записани на съответния диалект). В научния дял се публикуват материали от всички области на науката. В книжовния дял се поместват основно художествена литература и критика. В СбНУНК за първи път са публикувани някои от най-известните творби на Иван Вазов — романът „Под игото“ (кн. 1 - 3), неговите пътеписи „Великата Рилска пустиня“ (кн. 7) и „В недрата на Родопите“ (кн. 8), както и част от стихотворенията му. След кн. 16 – 17 научният дял се обособява на раздели – историко-филологически и фолклорен, държавни науки и природонаучен. От кн. 27 тематиката на сборника става подчертано с фолклорно-етнографски характер.
Сътрудници на СбНУНК са едни от най-известните български учени, изследователи и записвачи – Иван Шишманов, Михаил Арнаудов, Димитър Маринов, Димитър Матов, Атанас Илиев, Марко Цепенков, Кузман Шапкарев, Любомир Милетич, Беньо Цонев, Стефан Младенов, Александър Теодоров-Балан, Йордан Иванов, Васил Златарски, Гаврил Кацаров, Стоян Романски, Цветана Романска и много други. Сътрудничат и чужди учени като Карел и Херман Шкорпил, Иржи Поливка, Михаил Сперански и др.